# Qualificazioni al campionato europeo di pallanuoto maschile 2012
Le qualificazioni al campionato europeo di pallanuoto maschile 2012 sono servite a qualificare alla fase finale di Eindhoven 6 squadre.
La formula è stata radicalmente cambiata rispetto alle recenti edizioni. Hanno partecipato infatti 20 squadre, che hanno affrontato due fasi: una prima fase a gironi, per la prima volta con gare di andata e ritorno, terminata la quale le prime due classificate di ciascun raggruppamento si sono fronteggiate in un Play-off ad eliminazione diretta.
La fase a gironi è cominciata il 30 ottobre 2010 e si è conclusa il 2 luglio 2011; le gare di andata dei Play-off si sono giocate il 1º ottobre e quelle di ritorno tra il 12 e il 30 ottobre 2011.

## Prima fase

### Gironi
GRUPPO A
- Malta
- Polonia
- Turchia

GRUPPO B
- Bulgaria
- Germania
- Portogallo
- Slovenia

GRUPPO C
- Bielorussia
- Macedonia
- Spagna

GRUPPO D
- Francia
- Russia
- Svizzera

GRUPPO E
- Georgia
- Grecia
- Gran Bretagna

GRUPPO F
- Israele
- Romania
- Slovacchia
- Ucraina

### Gruppo A
| Data        | Sede     | Ora   | Gara    | Gara   | Gara    |
| ----------- | -------- | ----- | ------- | ------ | ------- |
| 30 ott 2010 | Gżira    | 16:30 | Malta   | 7 - 3  | Polonia |
| 20 nov 2010 | Istanbul | 19:00 | Turchia | 15 - 3 | Malta   |
| 30 mar 2011 | Gliwice  | 17:00 | Polonia | 4 - 10 | Turchia |
| 11 mag 2011 | Istanbul | 20:00 | Turchia | 10 - 5 | Polonia |
| 28 giu 2011 | Msida    | 18:30 | Malta   | 8 - 7  | Turchia |
| 2 lug 2011  | Stettino | 20:00 | Polonia | 5 - 5  | Malta   |

|    | Squadra | Punti | G | V | N | P | GF | GS | DR  |
| -- | ------- | ----- | - | - | - | - | -- | -- | --- |
| 1. | Turchia | 9     | 4 | 3 | 0 | 1 | 42 | 20 | +22 |
| 2. | Malta   | 7     | 4 | 2 | 1 | 1 | 23 | 30 | -7  |
| 3. | Polonia | 1     | 4 | 0 | 1 | 3 | 17 | 32 | -15 |

### Gruppo B
| Data        | Sede        | Ora   | Gara       | Gara    | Gara       |
| ----------- | ----------- | ----- | ---------- | ------- | ---------- |
| 30 ott 2010 | Porto       | 18:00 | Portogallo | 7 - 11  | Germania   |
| 30 ott 2010 | Capodistria | 18:00 | Slovenia   | 31 - 5  | Bulgaria   |
| 20 nov 2010 | Sofia       | 18:00 | Bulgaria   | 2 - 12  | Portogallo |
| 21 nov 2010 | Hannover    | 14:00 | Germania   | 21 - 11 | Slovenia   |
| 30 mar 2011 | Gera        | 19:30 | Germania   | 24 - 6  | Bulgaria   |
| 30 mar 2011 | Porto       | 20:30 | Portogallo | 6 - 14  | Slovenia   |
| 7 mag 2011  | Sofia       |       | Bulgaria   | 2 - 19  | Germania   |
| 11 mag 2011 | Kranj       | 20:00 | Slovenia   | 10 - 8  | Portogallo |
| 18 giu 2011 | Faro        | 18:00 | Portogallo | 11 - 8  | Bulgaria   |
| 18 giu 2011 | Kranj       | 20:00 | Slovenia   | 7 - 7   | Germania   |
| 2 lug 2011  | Wuppertal   | 18:00 | Germania   | 18 - 4  | Portogallo |
| 2 lug 2011  | Varna       | 19:00 | Bulgaria   | 5 - 26  | Slovenia   |

|    | Squadra    | Punti | G | V | N | P | GF  | GS  | DR  |
| -- | ---------- | ----- | - | - | - | - | --- | --- | --- |
| 1. | Germania   | 16    | 6 | 5 | 1 | 0 | 104 | 37  | +67 |
| 2. | Slovenia   | 13    | 6 | 4 | 1 | 1 | 99  | 49  | +50 |
| 3. | Portogallo | 6     | 6 | 2 | 0 | 4 | 45  | 67  | -22 |
| 4. | Bulgaria   | 0     | 6 | 0 | 0 | 6 | 28  | 123 | -95 |

### Gruppo C
| Data        | Sede       | Ora   | Gara        | Gara   | Gara        |
| ----------- | ---------- | ----- | ----------- | ------ | ----------- |
| 2 nov 2010  | Barcellona | 20:45 | Spagna      | 15 - 3 | Bielorussia |
| 5 dic 2010  | Skopje     | 19:00 | Macedonia   | 6 - 10 | Spagna      |
| 30 mar 2011 | Minsk      | 18:00 | Bielorussia | 6 - 9  | Macedonia   |
| 11 mag 2011 | Skopje     | 20:00 | Macedonia   | 15 - 7 | Bielorussia |
| 15 giu 2011 | Terrassa   | 20:15 | Spagna      | 10 - 5 | Macedonia   |
| 2 lug 2011  | Minsk      | 17:00 | Bielorussia | 6 - 12 | Spagna      |

|    | Squadra     | Punti | G | V | N | P | GF | GS | DR  |
| -- | ----------- | ----- | - | - | - | - | -- | -- | --- |
| 1. | Spagna      | 12    | 4 | 4 | 0 | 0 | 47 | 20 | +27 |
| 2. | Macedonia   | 6     | 4 | 2 | 0 | 2 | 35 | 33 | +2  |
| 3. | Bielorussia | 0     | 4 | 0 | 0 | 4 | 22 | 51 | -29 |

### Gruppo D
| Data        | Sede          | Ora   | Gara     | Gara    | Gara     |
| ----------- | ------------- | ----- | -------- | ------- | -------- |
| 30 ott 2010 | Aix-les-Bains | 18:30 | Francia  | 33 - 2  | Svizzera |
| 20 nov 2010 | Kazan'        | 19:00 | Russia   | 23 - 4  | Svizzera |
| 30 mar 2011 | Volgograd     | 19:00 | Russia   | 8 - 8   | Francia  |
| 11 mag 2011 | Nizza         | 20:00 | Francia  | 11 - 10 | Russia   |
| 18 giu 2011 | Kreuzlingen   | 20:00 | Svizzera | 8 - 25  | Russia   |
| 2 lug 2011  | Lugano        | 20:00 | Svizzera | 2 - 19  | Francia  |

|    | Squadra  | Punti | G | V | N | P | GF | GS  | DR  |
| -- | -------- | ----- | - | - | - | - | -- | --- | --- |
| 1. | Francia  | 10    | 4 | 3 | 1 | 0 | 71 | 22  | +49 |
| 2. | Russia   | 7     | 4 | 2 | 1 | 1 | 66 | 31  | +35 |
| 3. | Svizzera | 0     | 4 | 0 | 0 | 4 | 16 | 100 | -84 |

### Gruppo E
| Data        | Sede       | Ora   | Gara          | Gara   | Gara          |
| ----------- | ---------- | ----- | ------------- | ------ | ------------- |
| 30 ott 2010 | Tbilisi    | 18:30 | Georgia       | 9 - 3  | Gran Bretagna |
| 20 nov 2010 | Manchester | 15:00 | Gran Bretagna | 2 - 13 | Grecia        |
| 30 mar 2011 | Tbilisi    | 21:00 | Georgia       | 8 - 11 | Grecia        |
| 11 mag 2011 | Atene      | 20:30 | Grecia        | 16 - 6 | Georgia       |
| 18 giu 2011 | Atene      | 19:00 | Grecia        | 14 - 4 | Gran Bretagna |
| 2 lug 2011  | Manchester | 18:00 | Gran Bretagna | 8 - 7  | Georgia       |

|    | Squadra       | Punti | G | V | N | P | GF | GS | DR  |
| -- | ------------- | ----- | - | - | - | - | -- | -- | --- |
| 1. | Grecia        | 12    | 4 | 4 | 0 | 0 | 54 | 20 | +34 |
| 2. | Georgia       | 3     | 4 | 1 | 0 | 3 | 30 | 38 | -8  |
| 3. | Gran Bretagna | 3     | 4 | 1 | 0 | 3 | 17 | 43 | -26 |

### Gruppo F
| Data        | Sede                  | Ora   | Gara       | Gara   | Gara       |
| ----------- | --------------------- | ----- | ---------- | ------ | ---------- |
| 30 ott 2010 | Košice                | 18:00 | Slovacchia | 18 - 9 | Ucraina    |
| 30 ott 2010 | Netanya               | 18:00 | Israele    | 4 - 14 | Romania    |
| 20 nov 2010 | Kiev                  | 13:00 | Ucraina    | 8 - 0  | Israele    |
| 20 nov 2010 | Oradea                | 18:00 | Romania    | 8 - 5  | Slovacchia |
| 30 mar 2011 | Mariupol              | 19:00 | Ucraina    | 6 - 19 | Romania    |
| 30 mar 2011 | Netanya               | 20:45 | Israele    | 6 - 18 | Slovacchia |
| 11 mag 2011 | Košice                | 18:00 | Slovacchia | 24 - 3 | Israele    |
| 11 mag 2011 | Oradea                | 18:00 | Romania    | 18 - 3 | Ucraina    |
| 18 giu 2011 | Israele (bandiera)    | 17:45 | Israele    | 5 - 11 | Ucraina    |
| 18 giu 2011 | Slovacchia (bandiera) | 18:00 | Slovacchia | 7 - 7  | Romania    |
| 2 lug 2011  | Ucraina (bandiera)    | 16:00 | Ucraina    | 5 - 7  | Slovacchia |
| 2 lug 2011  | Bucarest              | 18:00 | Romania    | 18 - 4 | Israele    |

|    | Squadra    | Punti | G | V | N | P | GF | GS | DR  |
| -- | ---------- | ----- | - | - | - | - | -- | -- | --- |
| 1. | Romania    | 16    | 6 | 5 | 1 | 0 | 84 | 29 | +55 |
| 2. | Slovacchia | 13    | 6 | 4 | 1 | 1 | 85 | 38 | +47 |
| 3. | Ucraina    | 6     | 6 | 2 | 0 | 4 | 42 | 73 | -31 |
| 4. | Israele    | 0     | 6 | 0 | 0 | 6 | 22 | 93 | -71 |

## Play off
Il sorteggio degli spareggi si è svolto l'8 agosto 2011 nella sede LEN di Lussemburgo.

### Andata
| Data        | Sede    | Ora   | Gara     | Gara   | Gara       |
| ----------- | ------- | ----- | -------- | ------ | ---------- |
| 1º ott 2011 | Kiriši  | 16:00 | Russia   | 6 - 13 | Spagna     |
| 1º ott 2011 | Parigi  | 18:00 | Francia  | 8 - 6  | Macedonia  |
| 1º ott 2011 | Tbilisi | 19:00 | Georgia  | 5 - 11 | Romania    |
| 1º ott 2011 | Hamm    | 19:00 | Germania | 21 - 5 | Malta      |
| 1º ott 2011 | Atene   | 19:00 | Grecia   | 13 - 7 | Slovacchia |
| 1º ott 2011 | Kranj   |       | Slovenia | 5 - 7  | Turchia    |

### Ritorno
| Data        | Sede                   | Ora   | Gara       | Gara   | Gara     |
| ----------- | ---------------------- | ----- | ---------- | ------ | -------- |
| 29 ott 2011 | Skopije                | 20:30 | Macedonia  | 12 - 4 | Francia  |
| 12 ott 2011 | Gżira                  | 18:00 | Malta      | 6 - 15 | Germania |
| 29 ott 2011 | Oradea                 | 17:00 | Romania    | 18 - 6 | Georgia  |
| 29 ott 2011 | Košice                 | 20:30 | Slovacchia | 3 - 9  | Grecia   |
| 30 ott 2011 | Sant Andreu de Palomar | 13:00 | Spagna     | 11 - 4 | Russia   |
| 29 ott 2011 | Istanbul               |       | Turchia    | 9 - 9  | Slovenia |

## Qualificate
- Germania
- Grecia
- Macedonia
- Romania
- Spagna
- Turchia